# 콜만스코프

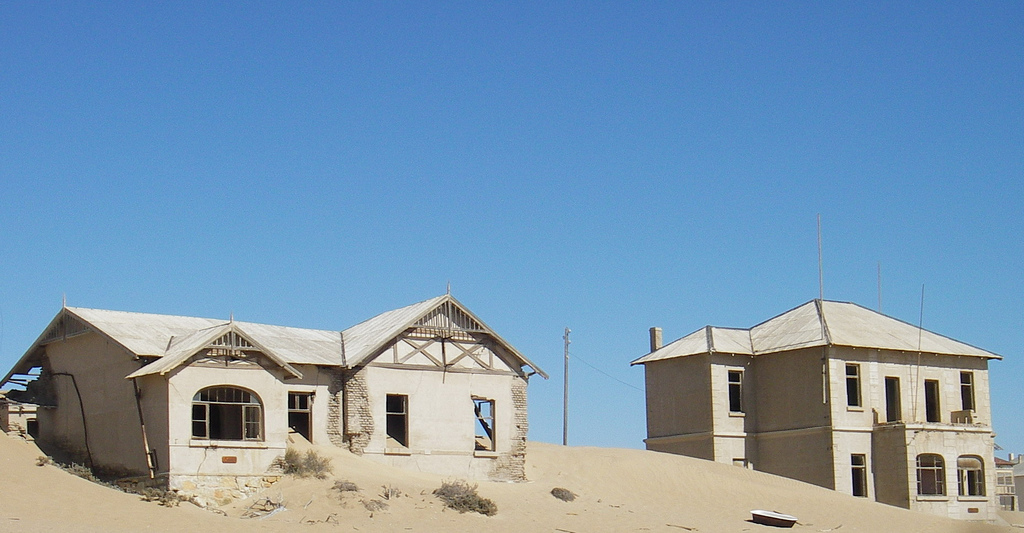
콜만스코프

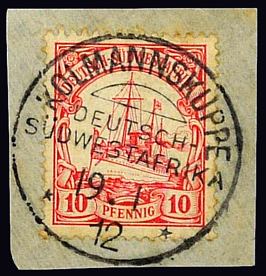
콜만스코프 우편 소인이 찍힌 독일령 남서아프리카 우표 (1912년 발행)

콜만스코프(Kolmanskop)는 나미비아 남부와 나미브 사막에 위치한 유령 도시로 항구 도시 뤼데리츠에서 몇 km 정도 떨어진 곳에 위치한다.
1908년 독일 제국이 이 곳에서 다이아몬드를 발견하면서 크게 발전했다. 도시 또한 독일의 마을 형식을 띠게 되었고 학교, 병원, 무도장, 발전소, 극장, 체육관, 볼링장, 카지노, 제빙 공장 등이 들어서게 된다. 한때 뤼데리츠를 운행하는 철도 노선도 있었다.
제1차 세계 대전 이후에 다이아몬드 가격이 폭락하면서 쇠퇴하기 시작했고 1954년에는 아무도 살지 않는 유령 도시로 전락하게 된다. 현재는 관광 명소로 유명한 도시이다.

## 사진

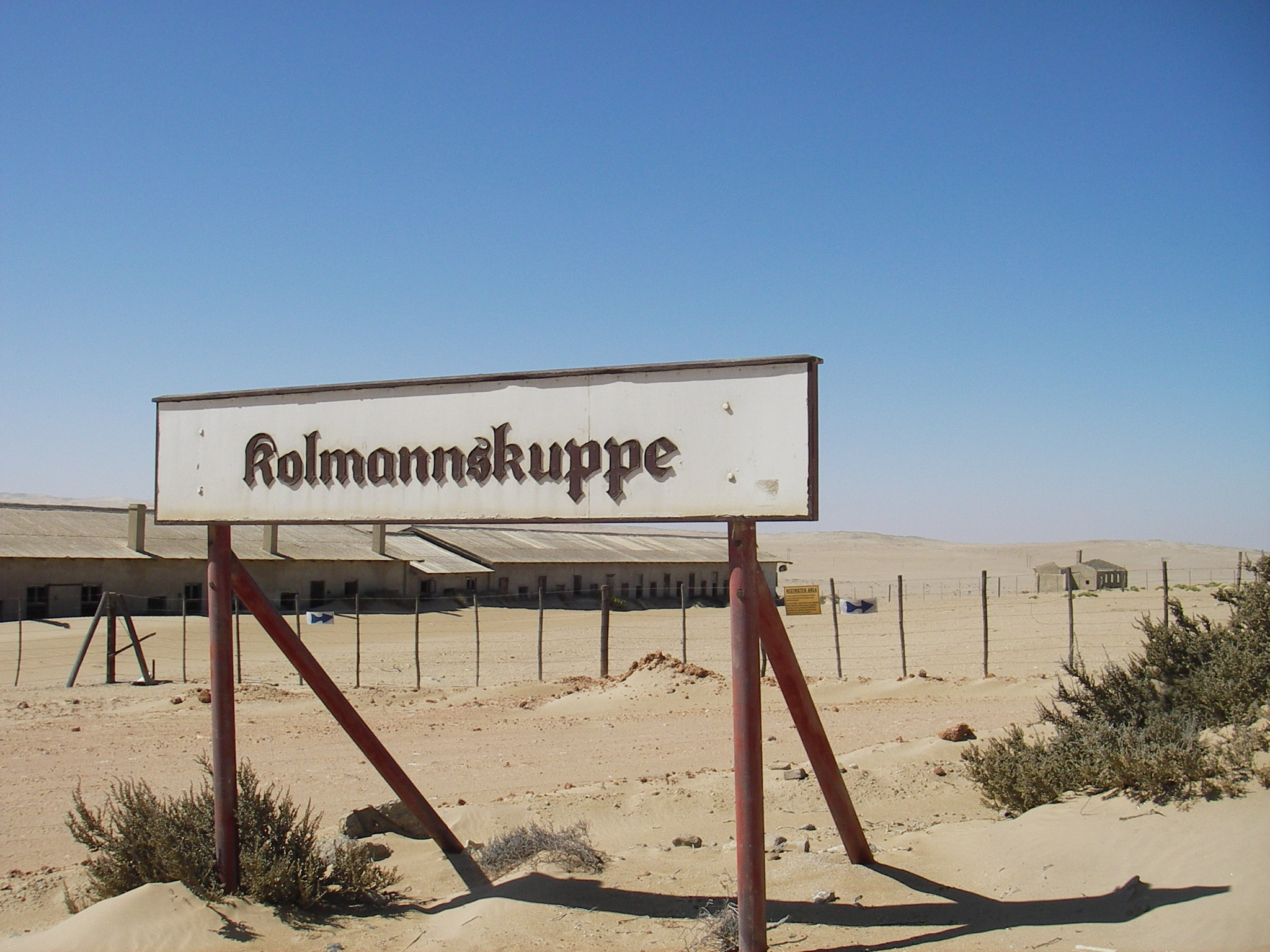
콜만스코프를 알리는 표지판
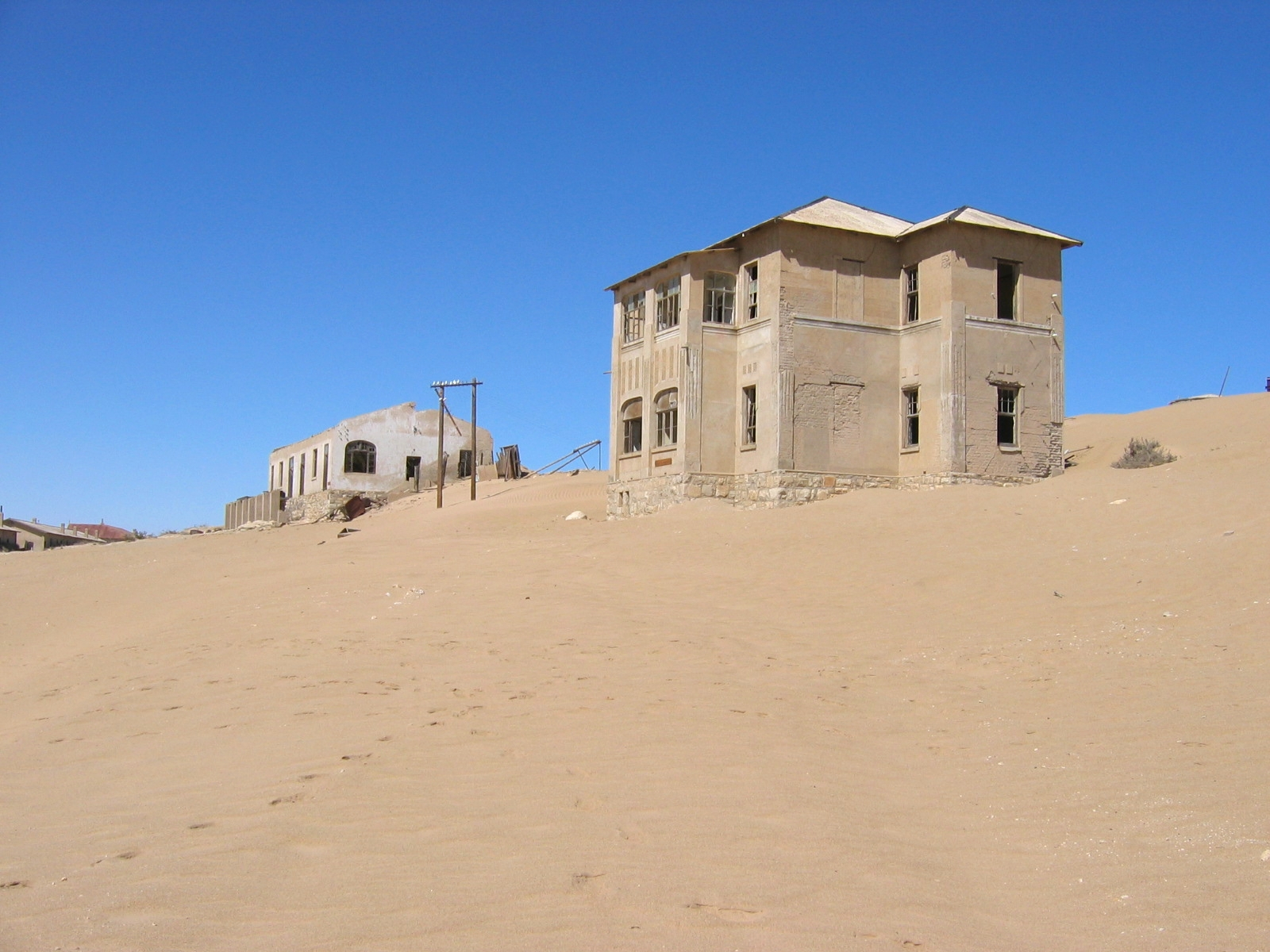
콜만스코프에 있는 폐가
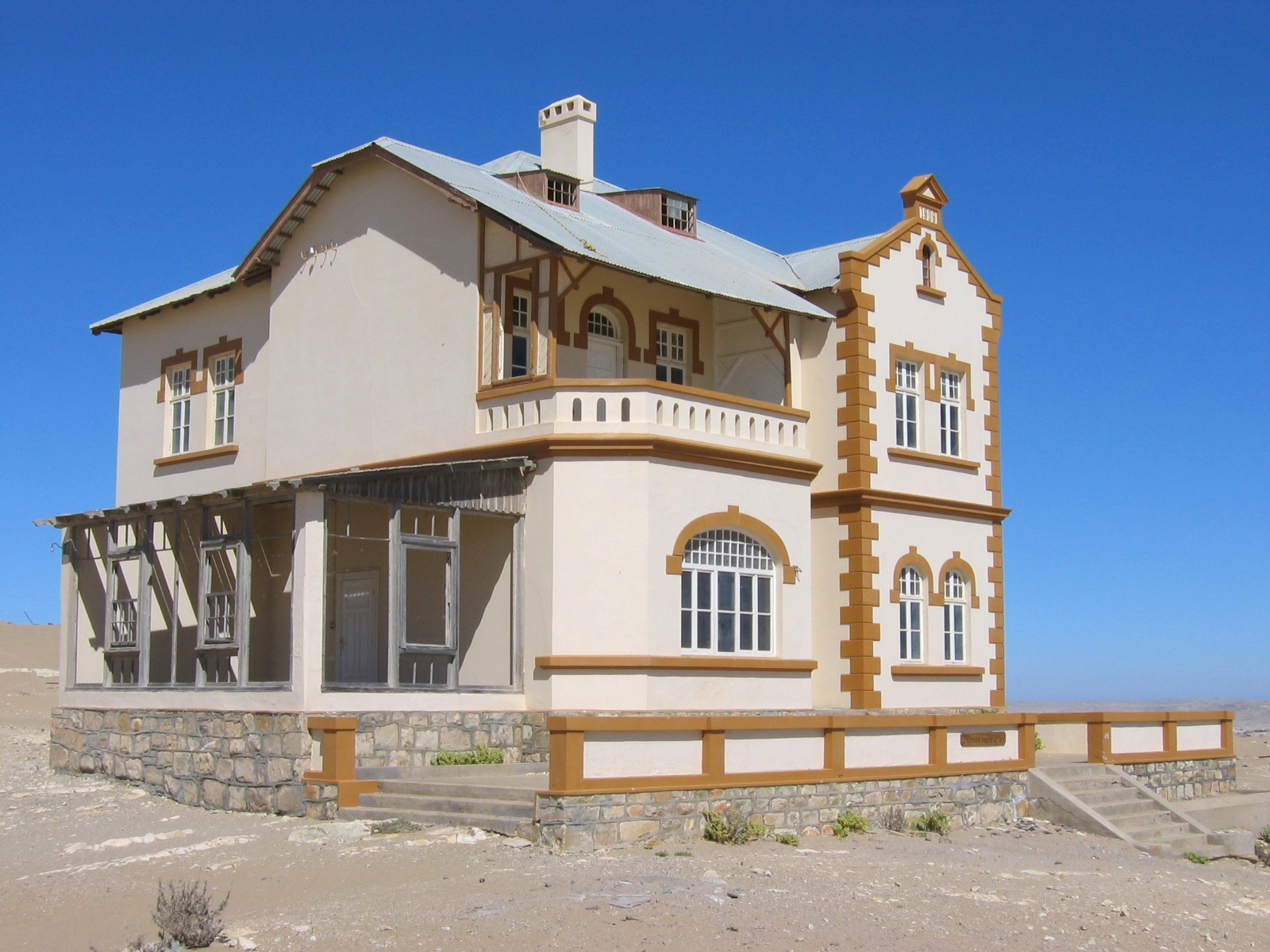
광부들이 거주했던 집